# Список прем'єр-міністрів Беніну
У цій статті наведено список прем'єр-міністрів Беніну.

## Список прем'єр-міністрівБеніну
- Кутуку Юбер Мага (22 травня 1959 — 31 грудня 1960)
- Жустін Агомадегбе-Тометін (25 січня 1964 — 29 листопада 1965)
- Моріс Куандете (18 грудня 1967 — 17 липня 1968)
- Нісефор Согло (12 березня 1990 — 4 квітня 1991)
- Адрієн Унгбеджі (9 квітня 1996 — 14 травня 1998)
- Посаду скасовано (14 травня 1998 — 28 травня 2011)
- Паскаль Купакі (28 травня 2011 — 6 квітня 2016)
- Посаду скасовано (з 6 квітня 2016)